# Accidente del C-130 de la Fuerza Aérea de Filipinas de 2021
El 4 de julio de 2021, un avión Lockheed C-130H Hercules de la Fuerza Aérea de Filipinas (PAF) se estrelló en Sulu, Filipinas, dejando un saldo de al menos 50 muertos de los 96 que iban en el avión, incluyendo tres personas en tierra.
Es el accidente de aviación más mortífero en la historia militar de Filipinas y fue el segundo accidente aéreo más mortífero del 2021. 

## Aeronave
El avión involucrado en el incidente es un Lockheed C-130H Hercules con el número de cola 5125. Un antiguo avión de la Fuerza Aérea de los Estados Unidos fue adquirido por la Fuerza Aérea de Filipinas (PAF) a través de una subvención de la Agencia de Cooperación para la Seguridad de la Defensa del gobierno de los Estados Unidos en enero de 2021.

### Pasajeros y tripulación
En el momento del accidente, había 104 militares a bordo; incluidos 3 pilotos y otros 5 tripulantes aéreos. 50 miembros del personal provenía del Ejército de Filipinas, en concreto de la cuarta división de infantería unidad de formación de Malaybalay, Bukidnon. También iban a bordo cinco vehículos militares. Los soldados a bordo estaban destinados a aumentar la 11.ª División de Infantería con sede en Jolo, que están combatiendo contra el grupo terrorista Abu Sayyaf, que opera en el área.

## Accidente
El 4 de julio de 2021, un avión Lockheed C-130H Hercules de la Fuerza Aérea de Filipinas (PAF) despegó de la Base Aérea de Villamor en Pasay y se dirigió al Aeródromo de Lumbia en Cagayán de Oro. Desde Cagayán de Oro, el avión transportó personal a Jolo, Sulu. A las 11:30 (UTC+8), el avión se estrelló al intentar aterrizar en el Aeropuerto de Jolo. El avión pasó por encima de la pista, se estrelló en una cantera en un área poco poblada en Barangay Bangkal en la cercana ciudad de Patikul, y se incendió al estrellarse.
En el momento del accidente, había 92 pasajeros; incluidos 3 pilotos, otros 5 miembros de la tripulación y 84 personas del ejército filipino. 50 miembros del personal procedían de la unidad de entrenamiento de la 4.ª División de Infantería de Malaybalay, Bukidnon. También iban a bordo cinco vehículos militares. Al menos 42 pasajeros y 3 civiles en tierra murieron, mientras que 49 pasajeros y 4 civiles en tierra resultaron heridos por el accidente. El accidente es uno de los accidentes de aviación militar más mortíferos de la historia de Filipinas.
El ejército ha descartado las especulaciones de que el accidente fuera causado por un ataque contra el avión.

## Investigación
La Fuerza de Tarea Conjunta Sulu (JTF Sulu) del ejército filipino llevó a cabo una búsqueda y rescate para recuperar los cuerpos de los fallecidos, así como para brindar asistencia a los sobrevivientes. La Oficina Regional de Policía de la Policía Nacional de Filipinas en la Región Autónoma de Bangsamoro (PRO BAR) también se le ordenó brindar asistencia a los militares y civiles afectados en tierra con respecto al incidente. La Embajada de Estados Unidos en Manila también se comprometió a brindar apoyo médico a los sobrevivientes del accidente.
El accidente también ha sido grabado en una película. Un video de 1:47 minutos de duración del accidente ha circulado en las redes sociales
El Departamento de Defensa Nacional y el Ejército ha instado al público a abstenerse de difundir "declaraciones altamente especulativas" sobre el incidente y aseguró que ya se está realizando una investigación sobre el accidente.
El ejército ha descartado la posibilidad de que el accidente haya sido causado por un ataque contra la aeronave. Entre los ángulos que se consideran están el estado de la aeronave, la pista, si hubo un error humano y si el avión estaba sobrecargado. Un equipo de investigación de la AFP llegó al lugar del accidente el 5 de julio. Se recuperaron las dos cajas negras, (el registrador de vuelo de la aeronave y el registrador de cabina de voz). Ambos dispositivos fueron enviados a Estados Unidos para poder recuperar el contenido.
El ejército reveló al público en septiembre de 2021 que no existe una causa única atribuible para el accidente en Sulu. El informe dijo que el accidente fue causado "muy probablemente debido a factores materiales reales o percibidos y factores humanos inducidos que fueron agravados por las condiciones locales y ambientales". Agregó que "el componente de la aeronave, la condición ambiental y la respuesta de la tripulación condujeron a una pérdida irrecuperable en una fase crítica de la operación de la aeronave".